# Rumiyah
Rumiyah (arabe : رومية, c'est-à-dire Rome) est un magazine en ligne créé par l'État islamique pour faire de la propagande et du recrutement. La première publication date de septembre 2016 déclinée dans huit langues : l'anglais, le français, l'indonésien, le turc, l'allemand, le russe, l'ouïghour et le pachtoune.

## Lancement
Le magazine remplace Dabiq (destiné au lectorat anglophone), Dar al-Islam (francophone), Istok (du nom albanais de Burimi, au Kosovo) et Konstantiniyye (en) (en turc) qui ont été publiés jusqu'à fin 2016, tout en poursuivant la publication de l'hebdomadaire al-Naba (« La Nouvelle », en référence à la 78e sourate du Coran). Les analystes ont attribué le changement de nom en partie à la perte imminente du village de Dabiq face à une offensive militaire menée par les forces armées turques et l'Armée syrienne libre, qui a eu lieu en octobre 2016.
Comme dans Dabiq, chaque numéro commence par une citation attribuée à Abou Hamza al-Mouhajer : « O muwahhidin, réjouissez-vous, car par Allah, nous ne nous reposerons pas de notre djihad, sauf sous les oliviers de Rumiyah ».
Le premier numéro a été publié après la mort du porte-parole de l'ÉI, Abou Mohammed al-Adnani, qui a été largement mentionné dans le magazine. Selon Charlie Winter, sa mort aurait précipité une refonte de la communication numérique de l'État islamique.

## Propagande djihadiste
En octobre 2016, l'État islamique a publié le deuxième numéro du magazine dans laquelle elle justifiait les attaques contre les non-musulmans, y compris des descriptions détaillées de la façon de mener des attaques au couteau contre de plus petits groupes de personnes. Rumiyah a incité ses adaptes à la résistance urbaine en menant des attaques à l'arme blanche et a soutenu que les djihadistes dans l'histoire musulmane ont « frappé le cou des kuffars » (incroyants) au nom d'Allah avec « des épées, coupant des membres et transperçant la viande charnue de ceux qui sont opposés à l'Islam. » Le magazine a informé ses lecteurs que les couteaux sont faciles à obtenir et à cacher et qu'ils font de bonnes armes mortelles où les musulmans peuvent être considérés avec suspicion.
En juin 2017, le dixième numéro a évoqué l'élection présidentielle française de 2017. « Des millions de polythéistes ont participé au culte des démocrates, les adorateurs de l’urne, en donnant leur voix à de faux dieux, qui rêvent d’être à la tête des législateurs, les idoles de notre siècle. [...] Malheureusement, beaucoup de ceux qui se prétendaient partisans de l’islam ont choisi d’être polythéistes en embrassant cette nouvelle religion ».